# 大山竜一
大山 竜一（おおやま りゅういち、1982年3月30日 - ）は、日本の俳優。埼玉県出身。オリオンズベルト所属。
身長172cm。趣味・特技はジャズダンス、殺陣、アクション、倒立、陸上競技、着付け、日本舞踊、ドライブ。

## 出演作品

### テレビドラマ
- 世にも奇妙な物語（フジテレビ）
  - 世にも奇妙な物語 秋の特別編 (2007年) 「自販機男」（2007年） - 不良
  - 世にも奇妙な物語 秋の特別編 (2017年) 「夜の声」（2017年） - 男
- ぼくの夏休み 第4、5週（2012年、フジテレビ） - 予科練性
- GTO 第9話（2012年、フジテレビ） - ヤンキー
- 水曜ミステリー9 刑事の証明 第4作（2012年、テレビ東京） - ヤクザの子分
- 都市伝説の女 part2 第4話（2013年、テレビ朝日） - 奥田陽三郎（青年期）
- Doctor-X 外科医・大門未知子2 第1話（2013年、テレビ朝日） - 助手
- 福家警部補の挨拶 第10話（2014年、フジテレビ） - 部下
- 奇跡の教室（2014年、日本テレビ） - 予備校生 ※ノンクレジット
- 遺留捜査（2014年、テレビ朝日） - 取り立て屋
- SAKURA〜事件を聞く女〜 第7話（2014年、TBS） - 辻村太一
- 相棒（テレビ朝日）
  - season13 元日スペシャル（2015年） - 捜査員
  - season15 初回スペシャル（2016年） - 松永（警視庁広報課）
  - season15 最終回スペシャル（2017年） - 松永（警視庁広報課）
- 松本清張ミステリー時代劇（2015年、BSジャパン）
  - 流人騒ぎ
  - 虎 - 老婆の息子
- デスノート 第9、10話（2015年、日本テレビ） - 周宇威峰
- 怪盗 山猫 最終話（2016年、日本テレビ） - 警備員
- THE LAST COP/ラストコップ 第7話（2016年、日本テレビ） - 部下
- 視覚探偵 日暮旅人 第1話（2017年、日本テレビ） - チンピラの手下
- ぼくらの勇気 未満都市2017（2017年、日本テレビ）
- 奥様は、取り扱い注意 最終話（2017年、日本テレビ） - 袁信義
- 連続ドラマW ダイイング・アイ 第3話（2019年、WOWOW） - 男
- 4分間のマリーゴールド（2019年、TBS） - 石川海斗
- ウルトラマンタイガ 最終話（2019年、テレビ東京） - 平野
- 知らなくていいコト（2020年、日本テレビ） - 山本幸俊
- 邪神の天秤 公安分析班 第5話（2022年3月13日、WOWOW）

### テレビ番組
- タイムスクープハンター season4 第12回（2012年、NHK） - 首打同心
- 超再現!ミステリー 「林檎と蛇」（2012年、日本テレビ） - 鉄砲玉 ※再現ドラマに出演
- 総合診療医ドクターG（2013年、NHK）※再現ドラマに出演
- 行列のできる法律相談所（2013年、日本テレビ）※再現ドラマに出演
- 中居正広の金曜日のスマイルたちへ（2014年、TBS） - ダンカン ※再現ドラマに出演
- 愛する母に贈る感謝状（2014年、TBS）
- 幸せ!ボンビーガール（2015年、日本テレビ）※再現ドラマに出演
- 発掘! 歴史に秘めた恋物語（2015年、BSフジ）

### 映画
- 沈黙 -サイレンス-（2017年、KADOKAWA） - 同心
- 相棒 -劇場版IV- 首都クライシス 人質は50万人! 特命係 最後の決断（2017年、東映） - 松永（警視庁広報課）
- 花と雨（2018年、ファントム・フィルム） - 半グレ
- あの人が消えた（2024年、TOHO NEXT） - 配送の客 役[2]

### CM
- スズキ自動車（2013年）
- au（2013年）
- シュウェップス（2013年）
- NTTドコモ（2013年）
- ナイキ（2013年）
- コナミホールディングス（2013年）
- セイコーホールディングス（2013年）
- 花王（2014年）
- au WALLET（2014年）
- 大王製紙 GOO.N（2014年）
- セブン-イレブン（2014年）
- 本田技研工業 バイクカタログ（2018年）
- 日本コカ・コーラ ジョージア（2018年） - 父親

### WEB
- AGC〜言えなかった男編〜（2018年） - スーツ姿の男